# 聖獣配列
『聖獣配列』（せいじゅうはいれつ）は、松本清張の長編小説。銀座のクラブのママが、日米関係の闇に潜む黒い策謀と渡り合う、長編クライム・サスペンス。『週刊新潮』に連載され（1983年9月1日号 - 1985年9月19日号、連載時の挿絵は朝倉摂）、1986年1月に新潮社から刊行された。

## あらすじ
「クラブ・シルバー」のママ・中上可南子のもとに、顔馴染みの議員秘書・倉田重三郎が外国人を連れてきた。可南子の窮状を耳にしていた倉田は、驚くべき話を持ちかける。来日予定のアメリカ合衆国大統領・ジェームス・バートンが、可南子との再会を求めている、と。誘いに乗り、大統領の宿泊している迎賓館に、極秘で入った可南子は、再びバートンと夢のような一夜を過ごす。
目覚めた可南子の傍らに、バートンはいなかった。スナップ写真を撮ろうとカメラを持ち部屋を出た可南子は、バートン大統領と日本の磯部首相が廊下を歩いているのを目撃し、カメラで撮影する。何故こんな時間に…極秘会談？
その日から可南子の危機が始まった。自宅を襲撃される可南子だったが、可南子はフィルムのネガを秘密の場所に封印した上で、ネガを武器にバートン大統領と交渉することを思いつく。日米首脳の秘密会談の証拠写真を切り札に、バートンから有利な援助を引き出すのだ…。
バートン大統領の行き先を追って、ロンドンに来た可南子。ネガを回収しようとする対手の襲撃をくぐり抜け、可南子は大統領側近秘書のアーサー・ジェフスンと交渉、前途金の支払いを約束させることに成功する。可南子はスイスのホテル会社社長・ワルター・シュルツの助力を得て、送金ルートを確立、巨額の金を取得する足がかりを作る。
しかし他方、あの秘密会談に同行していた関係者が、相次いで死体で発見された。今や西新宿の会社社長となった可南子だったが、国際的な闇取引の存在を知らされる。

## 主な登場人物
中上可南子
銀座八丁目「クラブ・シルバー」のママ。オーナーに見捨てられつつあり、途方に暮れていたが…。
アーサー・ジェフスン
バートン大統領の側近秘書官。元駐日米大使館員。
ジェフスン節子
アーサー・ジェフスンの妻。ワシントン在住。
杉浦雄三郎
通産省官房国際室長。英語力を買われ、磯部首相の臨時通訳となる。42歳。
杉浦美代子
杉浦雄三郎の妻。はきはきして理知的。30歳。
倉田重三郎
国会議員・武藤平吉の秘書。
クミ子
「クラブ・シルバー」の女の子。
小幡浩三
東邦経済新聞の記者。クミ子の恋人。
木内泰久
与党内の非主流派のリーダー。磯部派打倒の機会をうかがっている。謡曲を習い、講談を口ずさむ。
ジェームス・バートン
アメリカ合衆国大統領。かつて上院議員の時に、可南子と二晩を過ごした。日本の磯部首相と会談のため来日する。
ワルター・シュルツ
オテル・ロワイヤル・パラスの社長。同時にスイス民兵の旅団長でもあり…。

## エピソード
- 可南子がママになる前に勤めていた赤坂のナイトクラブ「トロピカーナ」のモデルは、「コパカバーナ」であると推定されている[1]。
- 本作では迎賓館が白金に所在する設定となっている（旧朝香宮邸。実際には1974年に現在の場所・赤坂に移転している）が、内部の描写は現迎賓館に基づくものとされる[2]。その描写が、本物そのままであるとして、機密上総理府の警備当局で問題になった[3]。
- 本作の設定はロッキード事件を意識したものといわれる[4]。本作の連載開始は同事件の第一回公判が開始される時期にあたり、バートン大統領と磯部首相の秘密会談は、ニクソン・田中角栄による、1972年の日米首脳会談を想定したものと推定されている（ロッキード事件#トライスターの発注も参照）。ただし、著者の取材ノートによれば、磯部首相のモデルは田中角栄だが、バートン大統領の人物像はカーター元大統領がモデルとされている。
- 連載当時本作を担当した堤伸輔によると、挿絵の朝倉摂は原稿の遅い清張に「ちゃんと原稿を読んで描きたいから、あまりギリギリだと、いい絵が描けない。なるべく早くお願いしますね」と言い、清張も「わかってるよ、大丈夫」と言ったものの、余裕があったのは連載初回だけで第2回から綱渡りが続いた。連載開始の翌年頃からファクシミリが出始めたため、朝倉の海外主張中は、FAXで清張の原稿を送信、朝倉の描いた下絵を受信し朝倉の弟子が挿絵を仕上げていた[5]。
- エッセイストの酒井順子は、本作を「清張最後の玄人悪女もの」とし、のみならず可南子は、大統領と日本の首相が共有する秘密を探ろうとする「玄人探偵」でもあり、清張が1980年代になって「水商売探偵というキャラクターを登場させた」と述べ、「水商売女性は地位や名誉を持つ男性達にも慣れているということで、往年のお嬢さん探偵よりも、玄人探偵・可南子のほうが、明らかに生き生きしている」と評している[6]。

## 作品の舞台
ベルギー

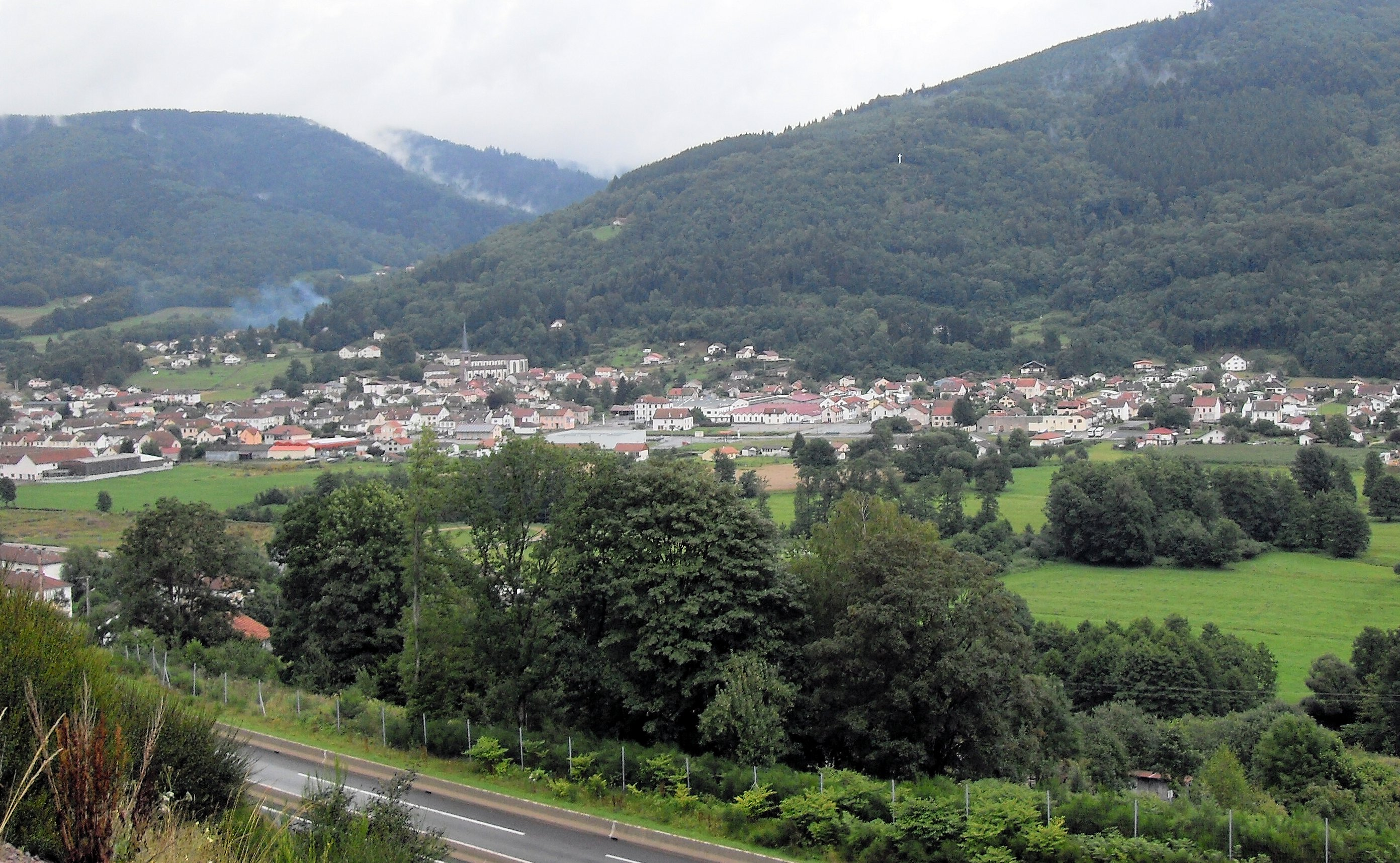
フランス東部・リュ

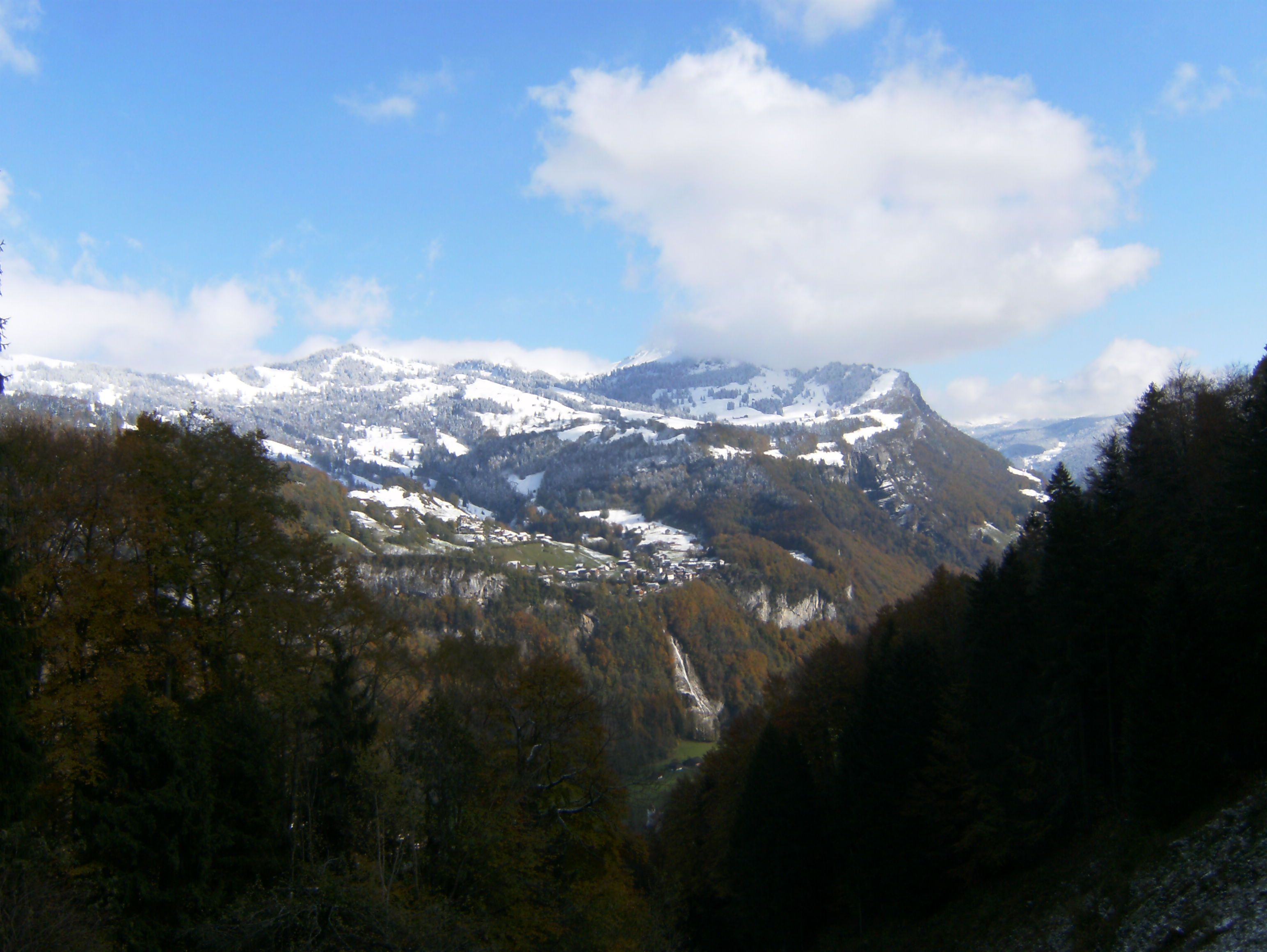
ムオタタールの渓谷地帯

- カストー…欧州連合軍最高司令部（SHAPE）の基地がある。
- バストーニュ…杉浦とペーターの監視地点。

フランス
- リュ…モーゼル川源流近くの小集落。作中登場するレストラン「Auberge de la Vallee」は、同地区に2025年現在も実在している。
- ディボンヌ…カジノは「売上げはヨーロッパでモナコのそれに次ぐ」とされている。スイスとの国境近く。

イギリス
- クラリッジス・ホテル…バートン大統領のロンドン滞在ホテル。ブルック・ストリート沿い。アメリカ大使館は、同ホテルから西へ300メートルほどの場所にある。なお、ジェフスン夫妻の宿泊する「ロイヤル・ランカスター」も、Bayswater Road沿いに、2025年現在も実在している。

スイス
- ベルン…オテル・ロワイヤル・パラスの本拠。可南子が宿泊。
- チューリッヒ…V.クンケル銀行の所在地。
- パレ・デ・ナシオン…国際連合ジュネーブ事務局がある。死体発見現場。
- インターラーケン…ジェフスン夫妻が宿泊。
- ヤオン…フリブール州南東部。死体発見現場。
- ムオタタール…シュヴィーツ州南東部の渓谷地帯。